# Catasigerpes margarethae
Catasigerpes margarethae är en bönsyrseart som beskrevs av Werner 1912. Catasigerpes margarethae ingår i släktet Catasigerpes och familjen Hymenopodidae. Inga underarter finns listade i Catalogue of Life.